# Kup Hrvatske u nogometu za kadete
Kup Hrvatske u nogometu za kadete u organizaciji Hrvatskog nogometnog saveza se igra od 1988. godine. Ovisno o godini i sustavu natjecanja, igra se na cijelom području Hrvatske na ispadanje, ili kao završni turnir pobjednika regionalnih kupova.

## Kup SR Hrvatske
| sezona (godina) | mjesto | pobjednik     | finalist |
| --------------- | ------ | ------------- | -------- |
| 1988.           |        | Dinamo Zagreb |          |
| 1989.           | Rijeka | Rijeka        | Osijek   |
| 1990.           |        |               |          |
| 1991.           |        |               |          |

## Kup Republike Hrvatske
| sezona    | mjesto           | pobjednik        | finalist          |
| --------- | ---------------- | ---------------- | ----------------- |
| 1992.     |                  |                  |                   |
| 1992./93. |                  |                  |                   |
| 1993./94. | Varaždin         | Rijeka           | Zagreb            |
| 1994./95. | Kostrena Hreljin | Hajduk Split     | Rijeka            |
| 1995./96. |                  | Varteks Varaždin | Rijeka            |
| 1996./97. |                  | Croatia Zagreb   | Osijek            |
| 1997./98. | Poreč            | Croatia Zagreb   | Varteks Varaždin  |
| 1998./99. |                  | Hajduk Split     | Varteks Varaždin  |
| 1999./00. | Poreč            | Osijek           | Croatia Zagreb    |
| 2000./01. | Rovinj           | Dinamo Zagreb    | Hajduk Split      |
| 2001./02. | Rovinj           | Dinamo Zagreb    | Varteks Varaždin  |
| 2002./03. | Poreč            | Dinamo Zagreb    | Hajduk Split      |
| 2003./04. | Poreč            | Dinamo Zagreb    | Hajduk Split      |
| 2004./05. | Poreč            | Dinamo Zagreb    | Hajduk Split      |
| 2005./06. |                  | Dinamo Zagreb    | Zadar             |
| 2006./07. | Poreč            | Dinamo Zagreb    | Hajduk Split      |
| 2007./08. |                  |                  |                   |
| 2008./09. |                  | Cibalia Vinkovci | Šibenik           |
| 2009./10. |                  | Hajduk Split     | Dinamo Zagreb     |
| 2010./11. |                  | Osijek           | Dinamo Zagreb     |
| 2011./12. | Osijek           | Osijek           | Hajduk Split      |
| 2012./13. | Zagreb           | Hajduk Split     | Osijek            |
| 2013./14. |                  | Dinamo Zagreb    | Cibalia Vinkovci  |
| 2014./15. | Vinkovci         | Dinamo Zagreb    | Cibalia Vinkovci  |
| 2015./16. | Sisak            | Dinamo Zagreb    | Hajduk Split      |
| 2016./17. | Ludbreg          | Dinamo Zagreb    | Hajduk Split      |
| 2017./18. | Ivankovo         | Hajduk Split     | Osijek            |
| 2018./19. | Slavonski Brod   | Osijek           | Lokomotiva Zagreb |

## Poveznice
- Kadetsko prvenstvo Hrvatske u nogometu
- Kup Hrvatske u nogometu za juniore
- Kup Hrvatske u nogometu za pionire
- Hrvatski nogometni savez